# Túlium(III)-oxid
A túlium-oxid vagy túlium(III)-oxid egy fakózöld, szilárd vegyület, melynek képlete Tm2O3. Először Per Teodor Cleve izolálta 1878-ban, ő szennyezett erbia ércből vonta ki, majd túliának nevezte el.

## Előállítása
Laboratóriumban fém túlium levegőn való égetésével vagy oxosavas sóinak (például túlium-nitrátnak) hőbomlásával állítják elő.
{\displaystyle \mathrm {4\ Tm+3\ O_{2}\rightarrow 2\ Tm_{2}O_{3}} }
{\displaystyle \mathrm {4\ Tm\left(NO_{3}\right)_{3}\rightarrow 2\ Tm_{2}O_{3}+12\ NO+9\ O_{2}} }

## Fordítás
Ez a szócikk részben vagy egészben  a   Thulium(III) oxide című angol Wikipédia-szócikk ezen változatának fordításán alapul.  Az eredeti cikk szerkesztőit annak laptörténete sorolja fel. Ez a jelzés csupán a megfogalmazás eredetét és a szerzői jogokat jelzi, nem szolgál a cikkben szereplő információk forrásmegjelöléseként.